# Eta Columbae
Eta Columbae (66 Columbae) é uma estrela na direção da constelação de Columba. Possui uma ascensão reta de 05h 59m 08.79s e uma declinação de −42° 48′ 54.4″. Sua magnitude aparente é igual a 3.96. Considerando sua distância de 531 anos-luz em relação à Terra, sua magnitude absoluta é igual a −2.10. Pertence à classe espectral K0III.